# Пореформенные радиаты

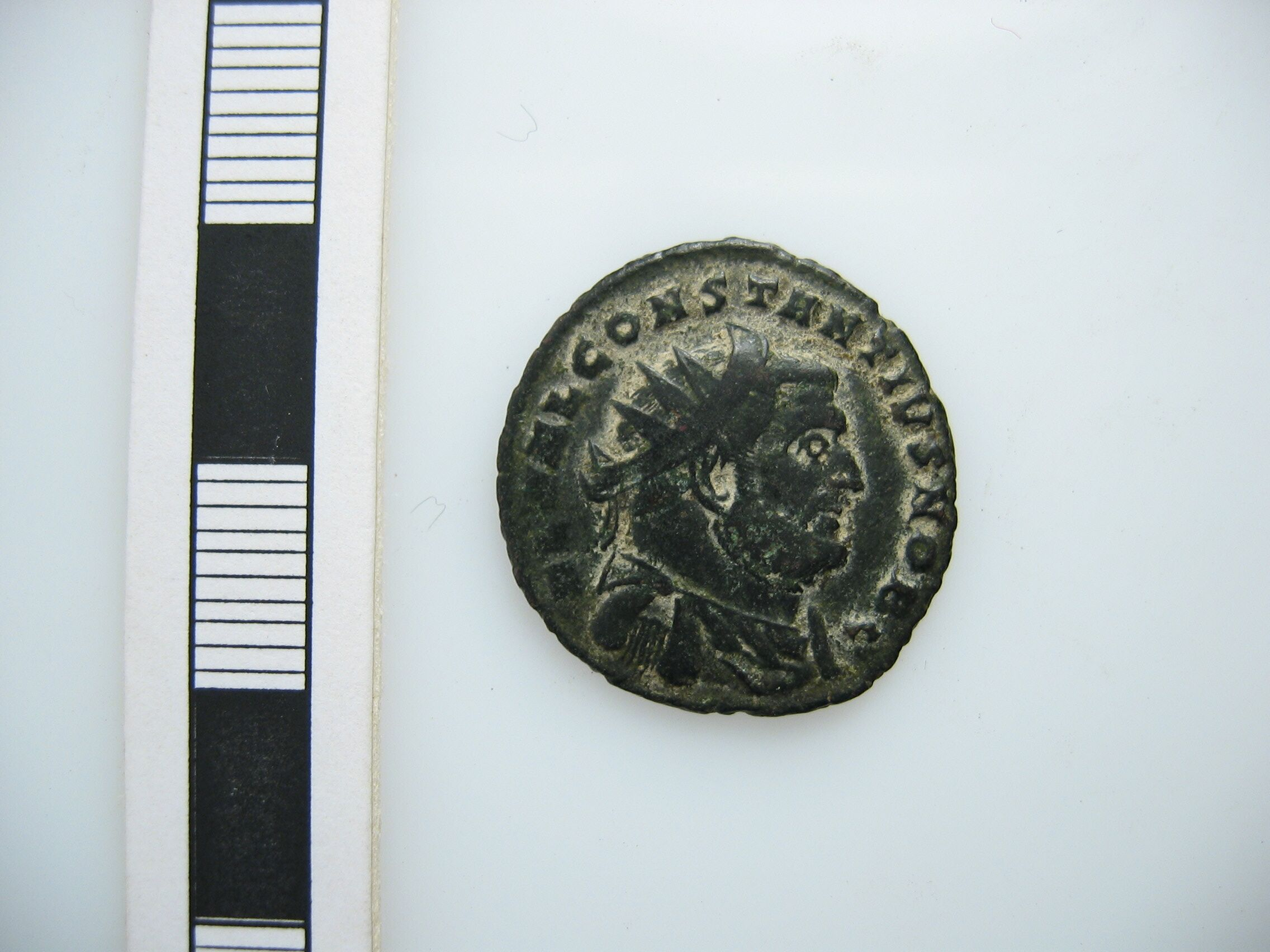
Радиат (медный сплав) Констанция I (293—306 гг. Н. Э.), Датируемый ок. 303. Монетный двор Карфагена.

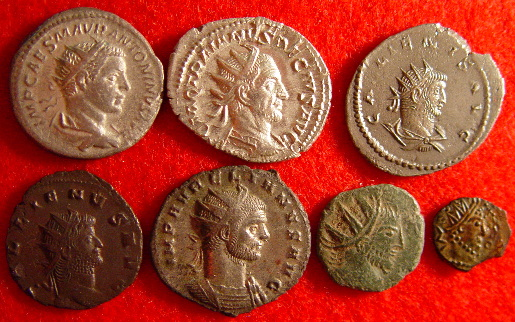
Антонинианы:
ряд 1: Элагабал (серебро, 218—222 гг.), Деций (серебро, 249—251 гг.), Галлиен (Биллон, 253—268 гг.).
Строка 2: Галлиен (медь, 253—268 гг. Н. Э.), Аврелиан (суберат, 270—275 гг. Н. Э.), Варварские радиаты (медь), Варварские радиаты (медь).

Пореформенные радиаты были римскими монетами, впервыe отчеканенными при Диоклетиане во время его валютных реформ 293—310 гг. «Радиаты» — это современное название, данное монетам нумизматами, настоящее латинское или греческое название, как и многих римских монет этого периода, неизвестно.
Радиат был очень похож на антониниан (дореформенный «радиат»), с лучевой короной, похожей на ту, которую носило римское божество Сол Инвиктус. Он отличается от Антониниана отсутствием букв «XXI», существовавшей на дореформенных радиатах, символ, который, как полагают, указывал на состав 20 частей бронзы к 1 части серебра. В пореформенном радиате не было (или почти не было) серебра. Вес может варьироваться от 2,23 до 3,44 грамма.
Также существуют радиаты Максимиана, Констанция I и Галерия, соправителей Диоклетиана, в том же стиле.